# Gran Premi d'Espanya del 1977
Resultats del Gran Premi d'Espanya de Fórmula 1 de la temporada 1977 disputat al circuit del Jarama el 8 de maig del 1977.

## Classificació
| Pos | No | Pilot              | Equip                | Voltes | Temps/ Retirada         | Pos. de sortida | Punts |
| --- | -- | ------------------ | -------------------- | ------ | ----------------------- | --------------- | ----- |
| 1   | 5  | Mario Andretti     | Lotus - Ford         | 75     | 1h 42' 52. 22           | 1               | 9     |
| 2   | 12 | Carlos Reutemann   | Ferrari              | 75     | + 15.85 s               | 4               | 6     |
| 3   | 20 | Jody Scheckter     | Wolf - Ford          | 75     | + 24.51 s               | 5               | 4     |
| 4   | 2  | Jochen Mass        | McLaren - Ford       | 75     | + 24.87 s               | 9               | 3     |
| 5   | 6  | Gunnar Nilsson     | Lotus - Ford         | 75     | + 1' 05.83 min.         | 12              | 2     |
| 6   | 8  | Hans Joachim Stuck | Brabham - Alfa Romeo | 74     | + 1 Volta               | 13              | 1     |
| 7   | 26 | Jacques Laffite    | Ligier - Matra       | 74     | + 1 Volta               | 2               |       |
| 8   | 3  | Ronnie Peterson    | Tyrrell - Ford       | 74     | + 1 Volta               | 15              |       |
| 9   | 18 | Hans Binder        | Surtees - Ford       | 73     | + 2 Voltes              | 20              |       |
| 10  | 30 | Brett Lunger       | March - Ford         | 72     | + 3 Voltes              | 28              |       |
| 11  | 10 | Ian Scheckter      | March - Ford         | 72     | + 3 Voltes              | 17              |       |
| 12  | 27 | Patrick Neve       | March - Ford         | 71     | + 4 Voltes              | 22              |       |
| 13  | 36 | Emilio de Villota  | McLaren - Ford       | 70     | + 5 Voltes              | 23              |       |
| 14  | 28 | Emerson Fittipaldi | Fittipaldi - Ford    | 70     | + 5 Voltes              | 19              |       |
| Ret | 7  | John Watson        | Brabham - Alfa Romeo | 64     | Alimentació combustible | 6               |       |
| Ret | 17 | Alan Jones         | Shadow - Ford        | 56     | Accident                | 14              |       |
| Ret | 24 | Rupert Keegan      | Hesketh - Ford       | 32     | Accident                | 16              |       |
| Ret | 25 | Harald Ertl        | Hesketh - Ford       | 29     | Radiador                | 10              |       |
| Ret | 16 | Renzo Zorzi        | Shadow - Ford        | 25     | Motor                   | 24              |       |
| Ret | 37 | Arturo Merzario    | March - Ford         | 16     | Suspensions             | 21              |       |
| Ret | 4  | Patrick Depailler  | Tyrrell - Ford       | 12     | Motor                   | 10              |       |
| Ret | 1  | James Hunt         | McLaren - Ford       | 10     | Motor                   | 7               |       |
| Ret | 22 | Clay Regazzoni     | Ensign - Ford        | 9      | Accident                | 8               |       |
| Ret | 19 | Vittorio Brambilla | Surtees - Ford       | 9      | Accident                | 11              |       |
| Ret | 11 | Niki Lauda         | Ferrari              | 0      | Ferides                 | 3               |       |
| NVQ | 34 | Jean-Pierre Jarier | Penske - Ford        |        |                         |                 |       |
| NVQ | 9  | Alex Ribeiro       | March - Ford         |        |                         |                 |       |
| NVQ | 33 | Boy Hayje          | March - Ford         |        |                         |                 |       |
| NVQ | 38 | Brian Henton       | March - Ford         |        |                         |                 |       |
| NVQ | 31 | David Purley       | LEC - Ford           |        |                         |                 |       |
| NVQ | 35 | Conny Andersson    | BRM                  |        |                         |                 |       |

## Altres
- Pole: Mario Andretti 1' 18. 70

- Volta ràpida: Jacques Laffite 1' 20. 810 (a la volta 5)